# Kuhnweiler (Wüstung)
Kuhnweiler (auch Kunwiler) ist ein abgegangener mittelalterlicher Weiler auf der Gemarkung der Großen Kreisstadt Backnang im baden-württembergischen Rems-Murr-Kreis. Über die Geschichte des kleinen Orts ist nicht mehr viel bekannt. Seine Lage kann nicht mehr genau bestimmt werden, die angegebenen Koordinaten sind deshalb als ungefähr zu verstehen.

## Lage und Geschichte

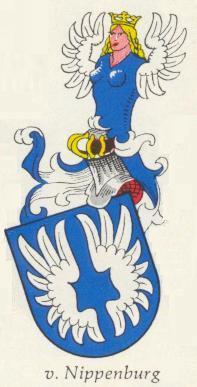
Wappen derer von Nippenburg

Da sich keine oberirdischen Reste von Kuhnweiler erhalten haben und auch keine Flurnamen auf die Wüstung hinweisen, kann nur aus den erhaltenen Archivalien auf den Ort des Weilers geschlossen werden.
Wahrscheinlich wurde Kuhnweiler zusammen mit anderen Orten in einer Urkunde vom 11. April 1245 erwähnt. Mit dieser zu Lyon ausgestellten päpstlichen Urkunde bestätigte Innozenz IV. dem Stift Backnang Güter und Privilegien, so auch in der Siedlung Conwyler. Allerdings könnte es sich dabei auch um das abgegangene Cunenweiler bei Welzheim handeln. Ansonsten wird Kuhnweiler noch in einem Vertrag zwischen der Familie von Nippenburg und dem Augustiner-Chorherrenstift Backnang erwähnt. Mit diesem Vertrag von 1373 traten der Edelknecht Fritz von Nippenburg und seine Ehefrau, Engeltrud von Gomaringen, beide wahrscheinlich kinderlos, ihren Hof Kuhnweiler an das Stift ab. Allerdings behielten sich Fritz und Engeltrud die Nutzung des Hofs auf Lebenszeit vor. Erst nach ihrem Tode sollten die Grundstücke an das Stift fallen. Die Herren von Nippenburg waren in und um Backnang begütert; eine Verbindung zu Welzheim ist nicht ersichtlich. Den Nippenburgern gehörte ein Festes Haus in Backnang und der abgegangene Ort Matzenhart. Die im Vertrag genannten anderen Personen (Heinrich von Yberg, Heinrich Truchsess von Höfingen sowie der Schultheiß und Vogt von Marbach) weisen auch keine Verbindung in die Welzheimer Gegend auf. In Unterlagen des Backnanger Stifts wird Kuhnweiler im Zusammenhang mit Wiesen an der Murr gebracht. Somit muss der Ort in der Nähe Backnangs gelegen haben. Heimatforscher Gustav Hildt konnte die Existenz eines Cunweiler Wegs im 16. und 17. Jahrhundert nachweisen und lokalisierte Kuhnweiler am Strümpfelbacher Weg. Johannes A. H. Potratz lokalisierte Kuhnweiler ebenfalls zwischen Backnang und Strümpfelbach. Das Gebiet wurde im 20. Jahrhundert weitgehend überbaut.
Es ist unklar, wann Kuhnweiler abgegangen ist.